# Publi Corneli Anulí
Publi Corneli Anulí (en llatí Publius Cornelius Anulinus), d'origen hispà va ser un general romà al servei de l'Emperador Septimi Sever.
Va ser governador romà de la Bètica del 170 al 171, i va fer fer front a l'expedició mauritana de 171 amb la legio VII Gemina, que van penetrar a la província Bètica assetjant Híspalis, sent substituït per Gai Aufidi Victorí, que va governar les dues províncies hispanes.
Després de la mort de Publi Helvi Pèrtinax i Didi Julià el 193 va donar suport a la candidatura de Septimi Sever com a emperador. Va derrotar a Pescenni Níger a la batalla d'Issos (194). Després va dirigir una divisió de l'exèrcit enviada per l'emperador a la regió d'Adiabene el 197. El 199 va ser nomenat cònsol de Roma.